# Bochnia
Bochnia (in tedesco Salzberg) è una città di circa 30 000 abitanti sul Fiume Raba nella Polonia meridionale, a 35 km a sud-est di Cracovia. È molto famosa per le sue miniere di sale, le più vecchie in assoluto in Europa, costruite circa nel 1248. Il vecchio nome della città, in lingua tedesca (Salzberg), significa appunto "montagna di sale" e si riferisce alla miniera.
Dalla riorganizzazione amministrativa della Polonia del 1999, Bochnia è la capitale amministrativa del distretto di Bochnia, nel voivodato della Piccola Polonia. Prima del riassetto, apparteneva al voivodato di Tarnów.

## Storia
Bochnia è una delle più antiche città della Piccola Polonia. Il primo documento che cita la città è una lettera del 1198, nella quale Aymar il Monaco, Patriarca Latino di Gerusalemme, confermò una donazione da parte di un magnate locale Mikora Gryfit al monastero dell'Ordine della Sacra Sepoltura, a Miechów. La scoperta di una grande quantità di sale sul luogo dove ora sorge la miniera, nel 1248 portò dei privilegi alla città.

## Città e luoghi di interesse
- Le più vecchie miniere di sale in Europa e nel mondo (XIII secolo), costituiscono una città sotterranea.
- Basilica di San Nicholas
- Città Vecchia e edifici storici
- Statue di Leopold Okulicki e Casimiro III di Polonia
- Le parti più vecchie del cimitero in via Oracka
- Il cimitero ebraico

## Miniere di sale
La miniera di sale (Kopalnia Soli) è una delle più vecchie del mondo e la più antica in assoluto in Polonia e in tutta Europa. La miniera fu creata tra il XII e il XIII secolo, dopo che si scoprirono giacimenti di sale a Bochnia. La miniera misura 4,5 chilometri di lunghezza e 468 metri di profondità; presenta 16 livelli. Ci sono camere deserte, tunnel e stanze enormi, che formano la cosiddetta città sotterranea, aperta oggi ai visitatori. La più grande delle stanze è stata utilizzata per effettuare terapie.
La Ferrovia del Nord (Nordbahn) fu costruita durante l'Impero austro-ungarico per collegare Vienna con le miniere di sale di Bochnia.

## Istruzione
- Wyższa Szkoła Ekonomiczna

## Amministrazione

### Gemellaggi
- Germania, Bad Salzdetfurth
- Croazia, Ragusavecchia
- Slovacchia, Kežmarok
- Stati Uniti, Roselle (Illinois)